# Casal Vasco
Pour les articles homonymes, voir Casal.
Casal Vasco est un petit village du Portugal. Il appartient à la municipalité de Fornos de Algodres, district de Guarda. Il est également situé dans l'ancienne région de Beira Alta. Il a une superficie de 6,44 km2 et 269 habitants (recensement de 2001). Sa densité est de 41,8 habitants / km ². Il comprend l'emplacement de la Quinta das Ramirão et Moita.
Personne ne sait quand Casal Vasco a été fondée, mais la première documentation du village de l'existence d'une liste portugaise de villages de 1527. Depuis lors, Casal Vasco est un lieu où la plupart des gens qui consacrent leur vie à l'agriculture.
Casal Vasco possède un riche patrimoine qui comprend :
- 1 église: San Antonio (XVIIIe siècle) Igreja Matriz San Antonio;

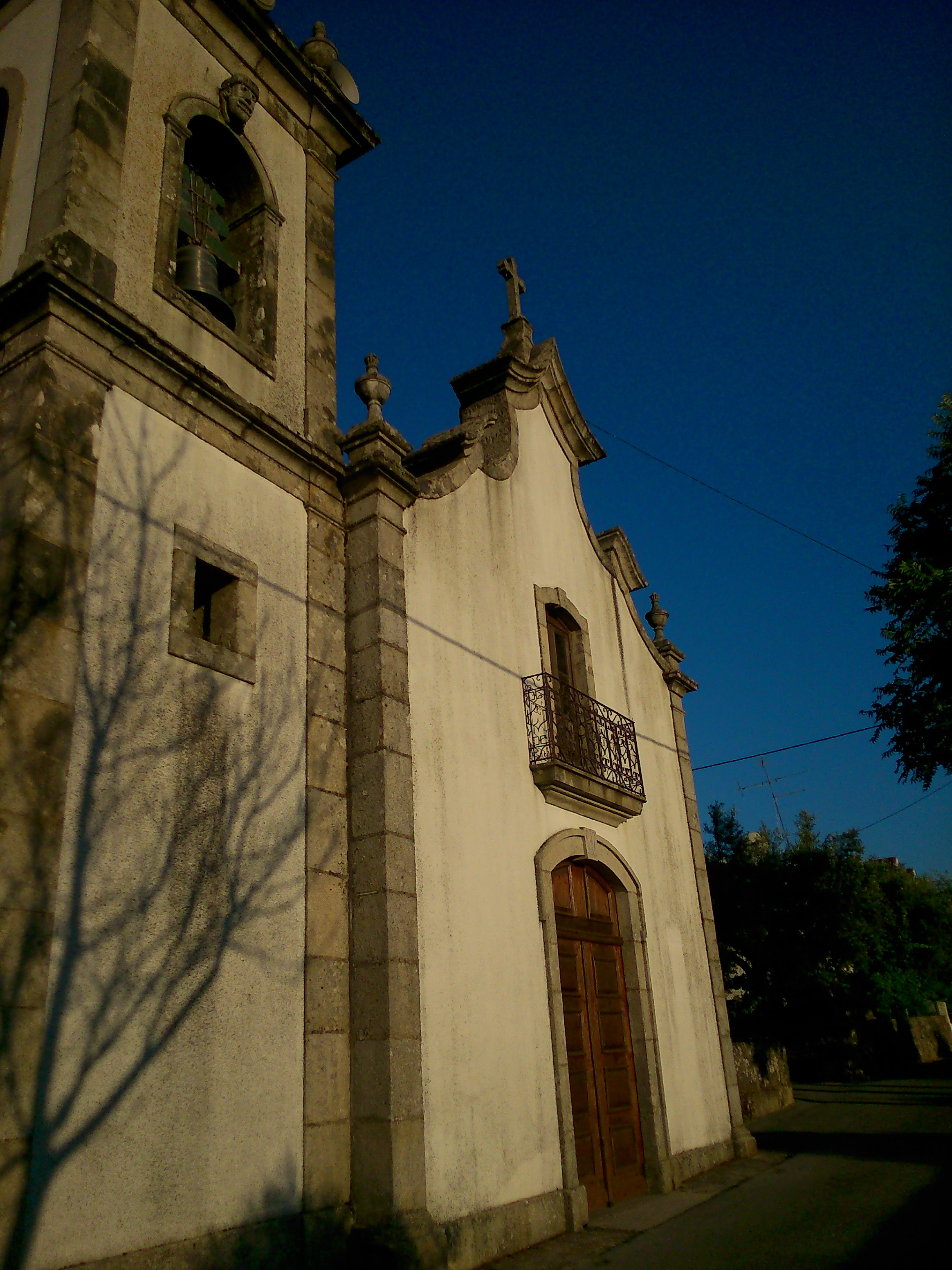
Igreja Matriz San Antonio

- 4 chapelles: Senhora dos Loureiro (XVIe siècle), Senhora da Encarnação (XVe siècle), Senhora da Graça (XVIIIe siècle) et de São Sebastião (XVIe siècle);
- "Alminha";
- Pierre tombe romaine : à partir du Ier siècle;
- Tombes anthropomorphiques : VIIe siècle, XIIe siècle ;
- Maisons de maître : XVe siècle.

Il a également une riche tradition de légendes, le théâtre, les jeux traditionnels, la gastronomie et l'artisanat (morceaux de bois et de broderie).
La municipalité de Fornos de Algodres est seulement à 5 km. Il y a des restaurants, des supermarchés et des bars.
C'est un endroit caché dans la partie gauche de la montagne la plus importante du Portugal continental, la Serra da Estrela (près de 2000 mètres) qui se trouve à environ 60 kilomètres.
Le fleuve Mondego passe à 5 kilomètres. Les villes de Viseu et Guarda sont à seulement 35 km de Casal Vasco par l'autoroute A25 (Ancienne IP5).